# Kingsburg (Californie)
Pour les articles homonymes, voir Kingsburg.
Kingsburg est une municipalité du comté de Fresno, en Californie, aux États-Unis. Sa population était de 11 382 habitants au recensement de 2010.

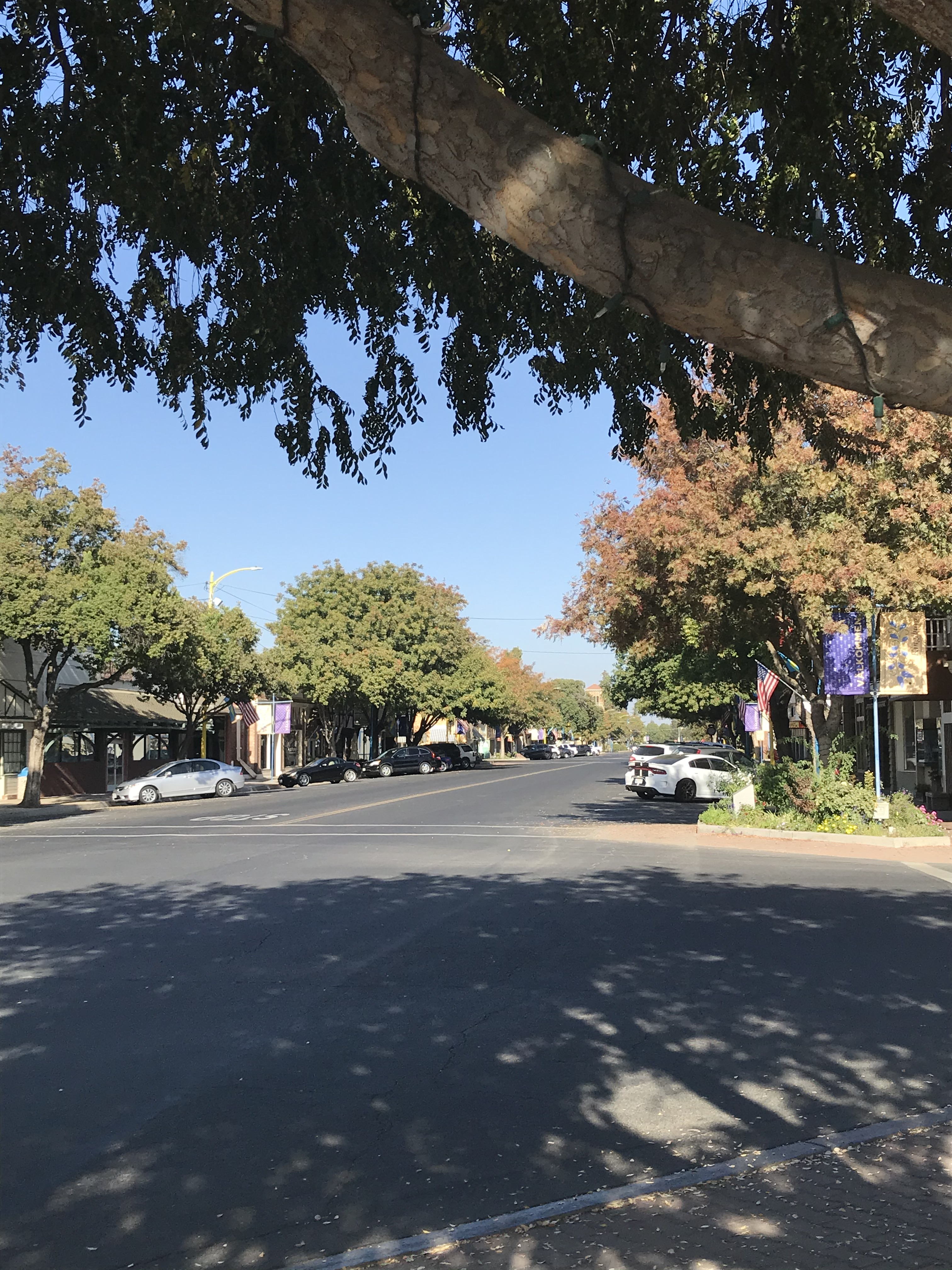
Centre-ville de Kingsburg

## Géographie
Kingsburg est située au centre la Californie, à mi-chemin entre Los Angeles et San Francisco.
Selon le Bureau du recensement des États-Unis la ville a une superficie de 7,325 km2.

## Démographie
| 1880 | 1890 | 1910 | 1920  | 1930  | 1940  |
| ---- | ---- | ---- | ----- | ----- | ----- |
| 88   | 291  | 634  | 1 316 | 1 322 | 1 504 |

| 1950  | 1960  | 1970  | 1980  | 1990  | 2000  |
| ----- | ----- | ----- | ----- | ----- | ----- |
| 2 310 | 3 093 | 3 843 | 5 115 | 7 205 | 9 199 |

| 2010   | - | - | - | - | - |
| ------ | - | - | - | - | - |
| 11 382 | - | - | - | - | - |